# Associazione Calcio Forlì 2004-2005
Questa pagina raccoglie le informazioni riguardanti l'Associazione Calcio Forlì nelle competizioni ufficiali della stagione 2004-2005.

## Stagione
Nella stagione 2004-2005 il Forlì disputa il girone B del campionato di Serie C2, raccoglie 61 punti con il quarto posto. Promossa diretta la Massese, il Forlì disputa i Play-off ma viene superato in semifinale dal Ravenna, che poi batte in finale la Lodigiani e sale in Serie C1. A Forlì viene confermato l'allenatore Rocco Cotroneo, ed arriva per chiudere la sua prestigiosa carriera Fausto Pizzi, in rosa anche un giovane di belle speranze, il toscano Emanuele Giaccherini, di scuola cesenate, che inizia qui una splendida carriera, ritorna in biancorosso anche Kalle Calderoni. La partenza in campionato è super, con sei vittorie di fila,
 al termine del girone di andata il Forlì ha 31 punti in terza posizione. Poi nel girone di ritorno il bottino è ancora discreto, con 30 punti, sufficienti per raggiungere i Play-off. Miglior realizzatore dei galletti in questa stagione Antonio Bernardi autore di 8 reti. Nella Coppa Italia di Serie C il Forlì disputa il girone F di qualificazione, che promuove la Spal.

## Organigramma societario
Area Dirigenziale
- Presidente: Marco Oliveti
- Presidente onorario: On. Nadia Masini
- Amministratore Unico: Giovanni Cecchetti
- Direttore Sportivo: Raniero Balzani

Area Tecnica
- Allenatore: Rocco Cotroneo
- Vice allenatore: Giancarlo Valente
- Preparatore atletico: Antonio Bussandri
- Massaggiatori: Lorenzo Boattini, Oscar Bazzocchi e Angelo Ravagli

## Rosa
| N. |                   | Ruolo | Calciatore           |
| -- | ----------------- | ----- | -------------------- |
|    | Italia (bandiera) | C     | Simone Adani         |
|    | Italia (bandiera) | C     | Willy Baiana         |
|    | Italia (bandiera) | A     | Antonio Bernardi     |
|    | Italia (bandiera) | D     | Alberto Calderoni    |
|    | Italia (bandiera) | C     | Federico Carelli     |
|    | Italia (bandiera) | D     | Alessio De Stefani   |
|    | Italia (bandiera) | P     | Filippo Di Leo       |
|    | Italia (bandiera) | C     | Stefano Fabbri       |
|    | Italia (bandiera) | D     | Francesco Ferrini    |
|    | Italia (bandiera) | D     | Lorenzo Fiale        |
|    | Italia (bandiera) | C     | Emanuele Giaccherini |
|    | Italia (bandiera) | C     | Luca Giunchi         |

| N. |                   | Ruolo | Calciatore        |
| -- | ----------------- | ----- | ----------------- |
|    | Italia (bandiera) | D     | Marco Morbiducci  |
|    | Italia (bandiera) | C     | Daniele Mordini   |
|    | Italia (bandiera) | A     | Marco Pierobon    |
|    | Italia (bandiera) | C     | Fausto Pizzi      |
|    | Italia (bandiera) | C     | Davide Poletti    |
|    | Italia (bandiera) | C     | Daniele Proietti  |
|    | Italia (bandiera) | A     | Alberto Rondina   |
|    | Italia (bandiera) | C     | Matteo Rossi      |
|    | Italia (bandiera) | P     | Andrea Sardini    |
|    | Italia (bandiera) | C     | Giuseppe Scarpato |
|    | Italia (bandiera) | C     | Stefano Valentini |
|    | Italia (bandiera) | A     | Luca Valle        |

## Risultati

### Serie C2

#### Girone di andata
| Arbitro: | Gentile (Termoli) |

|              |           |                             |
| Mambelli 75’ | Marcatori | 50’ Calderoni 90+1’ Rondina |

| Arbitro: | Velotto (Grosseto) |

|                         |           |             |
| Poletti 84’ Mordini 88’ | Marcatori | 26’ Berardi |

| Arbitro: | Lioce (Molfetta) |

|  |           |             |
|  | Marcatori | 54’ Giunchi |

| Arbitro: | Ferrandini (Sondrio) |

|                         |           |           |
| Rondina 52’ Valle 90+1’ | Marcatori | 37’ Guzzo |

| Arbitro: | Saveri (Viterbo) |

|  |           |              |
|  | Marcatori | 36’ Bernardi |

| Arbitro: | Pecorelli (Arezzo) |

|                        |           |  |
| Pizzi 11’ S. Adani 39’ | Marcatori |  |

| Arbitro: | Bernardoni (Modena) |

|  |           |                |
|  | Marcatori | 65’ Bonuccelli |

| Tolentino 31 ottobre 2004 8ª giornata | Tolentino          | 0 – 0 | Forlì | Stadio della Vittoria\| Arbitro: \| Ciliberto (Merano) \| |
| Arbitro:                              | Ciliberto (Merano) |       |       |                                                           |

| Arbitro: | Gervasoni (Mantova) |

|  |           |                                     |
|  | Marcatori | 12’ Luconi 65’ Magnani 76’ Nincheri |

| Monte San Savino 14 novembre 2004 10ª giornata | Sansovino         | 0 – 0 | Forlì | Stadio "Le Fonti"\| Arbitro: \| Baratta (Salerno) \| |
| Arbitro:                                       | Baratta (Salerno) |       |       |                                                      |

| Arbitro: | Nicodano (Milano) |

|                     |           |            |
| Bernardi 48’, 90+3’ | Marcatori | 38’ Polani |

| Carrara 28 novembre 2004 12ª giornata | Carrarese          | 0 – 0 | Forlì | Stadio dei Marmi\| Arbitro: \| Brunialti (Trento) \| |
| Arbitro:                              | Brunialti (Trento) |       |       |                                                      |

| Arbitro: | Bo (Genova) |

|                               |           |           |
| D. Girardi 30’ U. Improta 57’ | Marcatori | 73’ Valle |

| Arbitro: | Gallione (Alessandria) |

|  |           |                 |
|  | Marcatori | 33’ I. Graziani |

| Arbitro: | Guerriero (Catanzaro) |

|            |           |            |
| Marchi 35’ | Marcatori | 82’ Baiana |

| Arbitro: | Branciforte (Nuoro) |

|              |           |  |
| Baiana 45+2’ | Marcatori |  |

| Arbitro: | Mannella (Avezzano) |

|                          |           |             |
| Suprani 54’ A. Fiore 77’ | Marcatori | 43’ Mordini |

| Arbitro: | Dattrino (Torino) |

|              |           |  |
| Calderoni 6’ | Marcatori |  |

| Arbitro: | Forconi (Aprilia) |

|             |           |  |
| M. Sala 60’ | Marcatori |  |

#### Girone di ritorno
| Arbitro: | Pinzani (Empoli) |

|                 |           |             |
| Giaccherini 23’ | Marcatori | 8’ Botteghi |

| Arbitro: | Lena (Ciampino) |

|  |           |                   |
|  | Marcatori | 31’ (aut.) Ciotti |

| Arbitro: | Scoditti (Bologna) |

|              |           |                    |
| Bernardi 16’ | Marcatori | 24’ M. Agostinelli |

| Arbitro: | Zanardo (Conegliano) |

|                        |           |                  |
| Cutolo 51’ Lazzari 56’ | Marcatori | 81’ (rig.) Pizzi |

| Arbitro: | Fugante (Macerata) |

|               |           |  |
| Calderoni 85’ | Marcatori |  |

| Arbitro: | La Rocca (Ercolano) |

|                              |           |  |
| Bettini 19’ (rig.), 57’, 86’ | Marcatori |  |

| Arbitro: | Rubino (Salerno) |

|               |           |             |
| Garaffoni 32’ | Marcatori | 1’ Pierobon |

| Arbitro: | Spadaccini (Vasto) |

|                           |           |             |
| Proietti 47’ Pierobon 70’ | Marcatori | 90+2’ Maggi |

| Arbitro: | Russo (Nola) |

|                   |           |  |
| Luconi 57’ (rig.) | Marcatori |  |

| Arbitro: | Meli (Parma) |

|                             |           |                         |
| Valle 4’, 45+5’, 60’ (rig.) | Marcatori | 45+3’ (rig.) Vespignani |

| Arbitro: | Gentile (Termoli) |

|                          |           |                        |
| Del Degan 37’ Santos 84’ | Marcatori | 34’ Pierobon 46’ Fiale |

| Arbitro: | Rubino (Salerno) |

|                           |           |                                                 |
| Scarpato 53’ M. Rossi 78’ | Marcatori | 11’ D'Ambrosio 51’, 89’ Banchelli 90+1’ Gallina |

| Arbitro: | Fugante |

|                         |           |             |
| Baiana 22’ Bernardi 74’ | Marcatori | 66’ Liberti |

| Arbitro: | Benedetti (Vicenza) |

|           |           |            |
| Mitra 66’ | Marcatori | 29’ Baiana |

| Forlì 17 aprile 2005 34ª giornata | Forlì                | 0 – 0 | Gubbio | Stadio Tullo Morgagni\| Arbitro: \| Ferrandini (Sondrio) \| |
| Arbitro:                          | Ferrandini (Sondrio) |       |        |                                                             |

| Arbitro: | Burdin (Cormons) |

|           |           |                           |
| Lotti 23’ | Marcatori | 13’ S. Adani 18’ Bernardi |

| Arbitro: | Iannone (Napoli) |

|              |           |  |
| Bernardi 47’ | Marcatori |  |

| Arbitro: | Pierpaoli (Firenze) |

|                          |           |  |
| Baldini 18’ P. Rossi 74’ | Marcatori |  |

| Arbitro: | Crugliano (Crotone) |

|                         |           |          |
| Baiana 23’ S. Adani 28’ | Marcatori | 18’ Fusi |

#### Play-off
| Arbitro: | Velotto (Grosseto) |

|              |           |                    |
| Pierobon 35’ | Marcatori | 90’ M. Agostinelli |

| Arbitro: | Salati (Trento) |

|                                     |           |              |
| Moscelli 9’ Gennari 15’ Zamboni 79’ | Marcatori | 24’ Pierobon |

### Coppa Italia Serie C

#### Fase a gironi
| Arbitro: | Tommasi (Bassano del Grappa) |

|                               |           |               |
| Patorino 23’ Dal Rio 43’, 52’ | Marcatori | 63’ Calderoni |

| Arbitro: | Zanardo (Conegliano) |

|              |           |  |
| Bernardi 48’ | Marcatori |  |

| Arbitro: | Cammi (Reggio Emilia) |

|  |           |                       |
|  | Marcatori | 3’ Valle 45+1’ Baiana |

| 25 agosto 2004 4ª giornata |  | – Turno di riposo Forlì |  |  |

| Arbitro: | Marzaloni (Rimini) |

|                |           |             |
| Giaccherini 5’ | Marcatori | 45’ De Toma |